# Urszula Kulbacka
Urszula Kulbacka (ur. 1992 w Ełku) – polska poetka.

## Życiorys
Laureatka projektu Połów. Poetyckie debiuty 2010. Laureatka Nagrody Głównej XVII Ogólnopolskiego Konkursu Poetyckiego im. Jacka Bierezina w 2011 za projekt tomu Rdzenni mieszkańcy. Tom ten ukazał się w 2012 roku i zdobył nominację do Nagrody Literackiej Nike 2013 a także nominację do Nagrody Poetyckiej Orfeusz 2013 oraz II nagrodę IX Ogólnopolskiego Konkursu Literackiego „Złoty Środek Poezji” 2013 na najlepszy poetycki debiut książkowy 2012.

## Poezja
- Rdzenni mieszkańcy (Stowarzyszenie Pisarzy Polskich Oddział w Łodzi, Łódź 2012)
- tanzen, tanzen (Dom Literatury w Łodzi, Łódź 2014)